# Neidhart

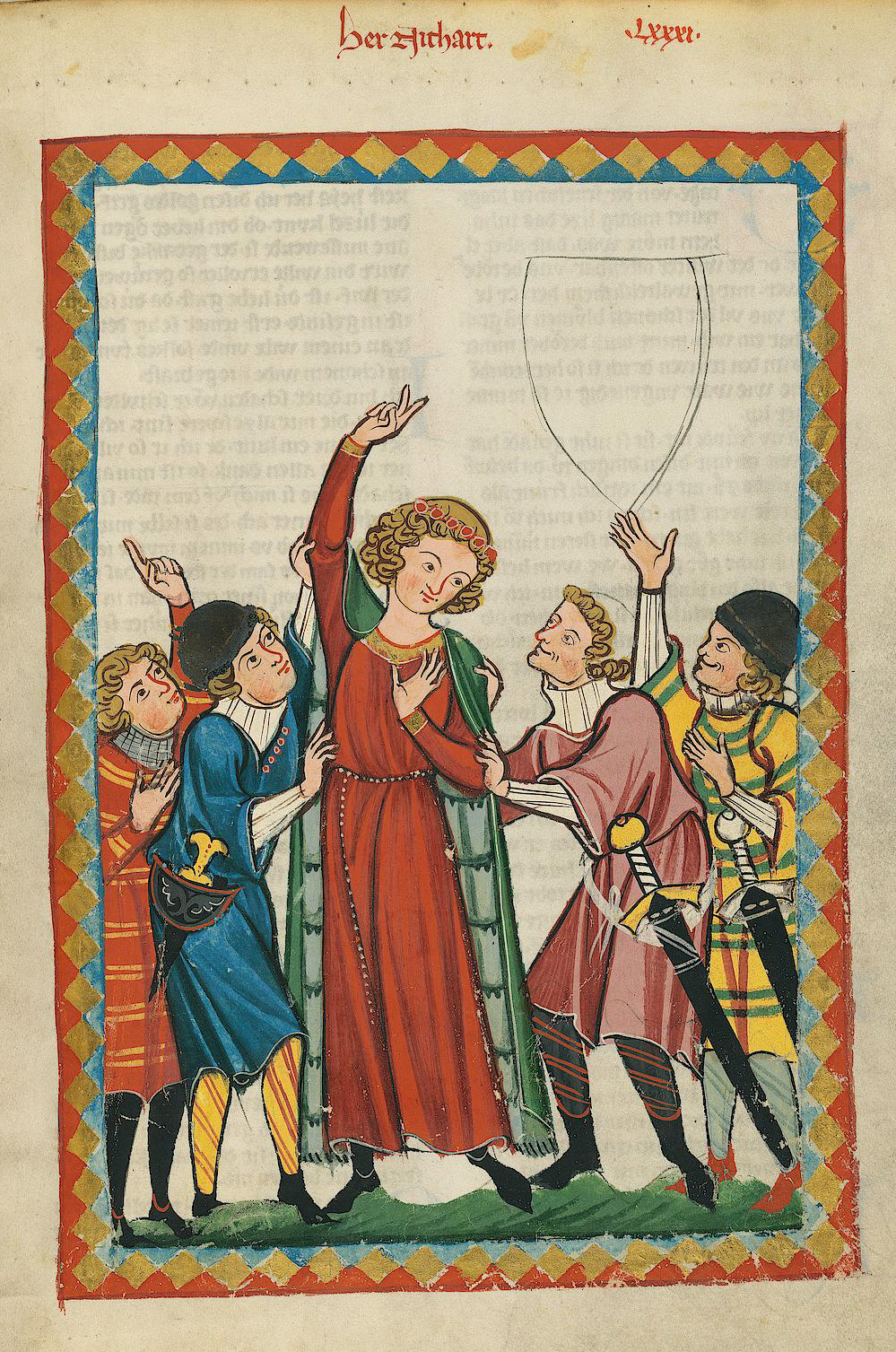
Herr Nithart (Codex Manesse, um 1300)

Neidhart, genannt von Reuental (erste Hälfte des 13. Jahrhunderts), war einer der bedeutendsten und fruchtbarsten deutschsprachigen lyrischen Dichter des Mittelalters. 132 Lieder sind unter seinem Namen überliefert, davon 55 mit Melodien. Im Einzelnen bleibt unbestimmbar, welche der überlieferten Strophen von dem Minnesänger des 13. Jahrhunderts stammen und welche später in seinem Stil (etwa Maienzeit bannet Leid) von Nachahmern gedichtet wurden (sogenannte Pseudo-Neidharte). Die vielfältigen Abschriften seiner Dichtungen lassen auf die Beliebtheit und die weite Verbreitung der Lieder bis ins 15./16. Jahrhundert schließen.

## Leben
Neidhart bezeichnete sich selbst als Ritter. Er stammte wahrscheinlich aus Bayern. Wolfram von Eschenbach erwähnt Neidhart in einer Passage des Willehalm; das zeigt, dass er schon um 1210/20 bekannt gewesen sein muss. Auf Grund der in den Liedern erwähnten Ortsnamen kann man den bairisch-salzburgischen Raum als Gebiet seines frühen Schaffens ausmachen. Möglicherweise war der Salzburger Erzbischof Eberhard von Regensberg einer seiner Gönner. In späteren Liedern nennt Neidhart Herzog Friedrich II. von Österreich (regierte ab 1230) als seinen Gönner, und dass er von diesem ein Haus am Lengenbach (heutige Ortsnamen: Neulengbach, Altlengbach; ca. 30 km westlich von Wien) erhalten hatte. Die Bauernlümmel, die in vielen Liedern Neidharts auftreten, lokalisiert er am Tullnerfeld (ebenfalls westlich von Wien). Damit sind Raum und Zeit seines späteren Schaffens bestimmbar. Neidharts Minnesuche bei den Bauernmägden des Alpenvorlandes hat der Salzburger Autor Wolfgang Kauer in seiner Parodie Minnesangs Ende ein literarisches Denkmal und zeitgenössisches Ende gesetzt.
Der Name oder die Herkunft des Dichters sind jedoch nicht eindeutig eruierbar. Soweit in den mittelalterlichen Handschriften ein Autorenname genannt wird, lautet er durchweg nur „Nithart“ (Kleine Heidelberger Liederhandschrift), „Her Nithart“ (Codex Manesse), „(Her) Neithart“ (Hss. R, c), „Nythardus“ (Hs. fr). Von mittelhochdeutschen Autoren wird der Dichter bis ins 15. Jahrhundert ebenfalls immer nur mit dem einen Namen „Nithart“ belegt.
Wenn man auch nicht so weit gehen kann, Name und Beiname des Dichters überhaupt als Fiktion zu begreifen, so ist der damals nicht unübliche Personenname Nithart ebenso wie der Orts- oder Hofname Reuental allegorisch konnotiert, worauf die Lieder durchaus anspielen; das mittelhochdeutsche Wort nîthart steht dabei für einen im nîde, d. h. in feindlichem Eifer und Missgunst harten, d. i. starken, aber auch strengen Menschen und das in mehreren Liedern erwähnte Riuwental (mhd. riuwe: Jammer, Klage, Schmerz) ist, wenn schon nicht eindeutig lokalisierbar, die ironische Herkunftsangabe des ritterlichen Protagonisten: sein Jammertal. Gleichwohl existiert mit Riffenthal im Landkreis Erding in Bayern ein Ort, dessen Name sich aus dem mittelhochdeutschen Ruiwental herleiten und dessen Geographie sich mit literarischen Aussagen Neidharts in Einklang bringen lässt.

## Werk und Wirkung

### Übersicht
Neidhart begründete die dörperliche Dichtung, eine Spielart des Minnesangs, die Karl Lachmann als „höfische Dorfpoesie“ bezeichnet, indem er in seinen Liedern vornehmlich das hoffärtige Treiben und die derbere Liebesweise der Bauern mit geistreich humoristischer Laune schilderte.
Der größte Teil von Neidharts Liedern gehört den beiden Gruppen der Sommerlieder und Winterlieder an. Es sind etwa 150 Lieder unter seinem Namen überliefert, einige davon mit Melodie. Man nimmt an, dass rund ein Drittel davon nicht von ihm stammt.
Die Hauptfigur in seinen Liedern ist meist der „ritter von Riuwental“. Neidhart lässt die Welt der hohen Minne mit der oft tristen Realität der Dorfbevölkerung aufeinanderprallen. Seine Lieder enthalten Sozialkritik, die als Humor verpackt den Status quo kritisiert. Manche Interpretationen sagen ihm auch „Bauernfeindlichkeit“ in seinen Liedern nach – so wird zum Beispiel davon berichtet, dass aufgebrachte Bauern das Neidhart-Grab in Wien mit Heugabeln attackiert haben sollen.
- Die „Sommerlieder“ sind einfache, unstollige Reigenlieder zum Thema Minne, in denen der als Ritter auftretende Liebhaber beim Dorftanz um ein Bauernmädchen wirbt und sich dabei mit rivalisierenden Bauernburschen (mhd. „dörper“= Bauer, im Sinne von Tölpel) auseinandersetzen muss. Die Gesprächslieder der Bäuerinnen (Tochter und Mutter, liebeslustige Alte, befreundete Mädchen) drehen sich um die Frage, wie man die Gunst des „ritters von Riuwental“ erringen könne. Die satirische Darstellung des Geschehens ist zumeist parodierend und stellt einen starken Kontrast zum Hohen Minnesang dar (siehe unten, Textprobe).

- Die „Winterlieder“ sind in Kanzonenform gedichtet und schildern Tanz und Spiel in der Bauernstube. Das lyrische Ich ist hier der zumeist erfolglose Werbende. Sein Interesse richtet sich auf Bauernmädchen und stößt dabei auf anmaßend auftretende „dörper“-Mitwerber, oftmals kommt es zu rohen Drohungen und Handgreiflichkeiten. Die späteren Versionen der Winterlieder zeichnen sich zunehmend durch Absagen des Sängers an den Minnedienst aus, eine Anlehnung an die Alterslieder von Walther von der Vogelweide.

Neidharts Werke befassen sich mit unterschiedlichsten Themen. Zwei werden hier herausgegriffen:
- „Kreuzzugskritik“: Das Kreuzlied Ez gruonet wol diu heide (L 17, R 12,1) ist der Mühsal der Kreuzzüge gewidmet. So wird über das Heimweh gesprochen, die Angst, die Heimat nicht wiederzusehen („den lieben tac lâze uns got geleben, daz wir hin heim ze lande strîchen!“) und ob es nicht klüger wäre, zu Hause zu bleiben, als in der Ferne zu kämpfen („Er dünket mich ein narre, swer disen ougest hie bestât.“). Eine Kreuzzugsbeteiligung Neidharts ist dadurch nicht erwiesen, gut denkbar ist auch, dass das Lied geschrieben wurde, um mögliche Kreuzfahrer abzuhalten.

- „Werben“: In verschiedenen Liedern wird das unterschiedlichste Werben des Ritters um eine Frau beschrieben. Im zweideutig angelegten Ez verlos ein ritter sîne scheide (L 77, C 195) ist es in Umkehrung der klassischen Minnesituation einmal anders: Ein Ritter erliegt den erotisch-promisken Avancen einer vernachlässigten frowe und sieht schließlich doch keinen anderen Ausweg als die Flucht („wer solte des getrûwen?“ / „zieht wider: diu würze ist noch niht gebrûwen!“).

Neidhart wurde durch seine große Bekanntheit später selbst zum Protagonisten, Lieder, die in seinem Stil gedichtet waren, wurden als ein „neidhart“ zum Gattungsbegriff. Unter dem Namen „Neithart Fuchs“ soll der Bauernfeind Neithart Fuchs genauso wie der Pfaffe vom Kalenberg als eine Art Hofnarr („maître de plaisir“) des österreichischen Herzogs Otto des Fröhlichen (1301–39) in Neidharts Manier gedichtet haben. In der Neidhart-Forschung gibt es unterschiedliche Auffassungen, ob es einen Ritter Neidhart Fuchs tatsächlich gegeben hat. Seit 2007 liegen mit der Salzburger Neidhart-Edition (drei Bände) sämtliche Texte vor, die als „Neidharte“ über Handschriften oder Drucke verbreitet wurden. Nun ist es möglich, sämtliche Textvarianten miteinander zu vergleichen. Untersucht man die Rezeptionsgeschichte der Neidhart-Literatur unter dem Gesichtspunkt der Attraktivität, so kann man feststellen, dass dieser Minnesänger der Superstar des Mittelalters gewesen ist. Seine Lieder sind zusammen mit den Schwänken des Neithart Fuchs mehr als drei Jahrhunderte virulent. Neidhart ist „vielleicht der erfolgreichste, ganz sicher aber der folgenreichste Lieder-Autor des deutschsprachigen Mittelalters. Als einziger mittelhochdeutscher Liederautor hat er in größerem Maße den Sprung in die neue Technologie des Buchdrucks geschafft.“
Der Neidhartstoff wurde in Schwänken und Spielen, in zahlreichen Holzschnitten, Fresken und Reliefs tradiert. Von vielen Neidhartliedern sind auch die Noten überliefert. Neidharts Lieder gewähren Einblicke in die mittelalterliche Ständegesellschaft und lassen sowohl die Fremdheit des Mittelalters als auch Entwicklungen erkennen, die sich bis in die Neuzeit verfolgen lassen. Anhand der Schwänke können Wissenschaftler der Frage nachgehen, worüber man im Spätmittelalter gelacht hat.
Im Neidhartspiel, das in verschiedenen Versionen überliefert ist, wurde der Dichter zur stofflichen Vorlage des ersten weltlichen Dramas im deutschen Sprachraum.

### Textprobe
L 12, Lieder des R-Blockes, Sommerlieder (R 56,4; C 279; c 71,5):
| I Der walt mit loube stât sprach ein meit, „ez mac wol mîner sorgen werden rât. bringt mir mîn liehte wât! der von Riuwental uns niuwiu liet gesungen hât. ich hoer in dort singen vor den kinden. jâne wil ich nimmer des erwinden, ich springe an sîner hende zuo der linden.“ II Diu muoter rief ir nâch; sî sprach: „tohter, volge mir, niht lâ dir wesen gâch! weistû, wie geschach dîner spilen Jiuten vert, alsam ir eide jach? der wuohs von sînem reien ûf ir wempel, und gewan ein kint, daz hiez sie lempel. alsô lêrte er sî den gimpelgempel.“ III „Muoter, lât iz sîn! er sante mir ein rôsenschapel, daz het liehten schîn, ûf daz houbet mîn, und zwêne rôte golzen brâhte er her mir über Rîn; die trag ich noch hiwer an mînem beine. wes er mich bat, daz weiz niwan ich eine. jâ volge ich iuwer raete harte kleine.“ IV Der muoter der wart leit, daz diu tohter niht enhôrte, daz si ir vor geseit. iz sprach diu stolze meit: „ich hân im gelobt; des hât er mîne sicherheit. waz verliuse ich dâ mit mîner êren? jâne wil ich nimmer widerkêren, er muoz mich sîne geile sprünge lêren.“ V Diu muoter sprach: „wol hin! verstû übel oder wol, sich, daz ist dîn gewin. dû hâst niht guoten sin. wil dû mit im gein Riuwental, dâ bringet er dich hin. alsô kan sîn treiros dich verkoufen. er beginnt dich slahen, stôzen, roufen und müezen doch zwô wiegen bî dir loufen.“ |

## Neidhartgrab in Wien

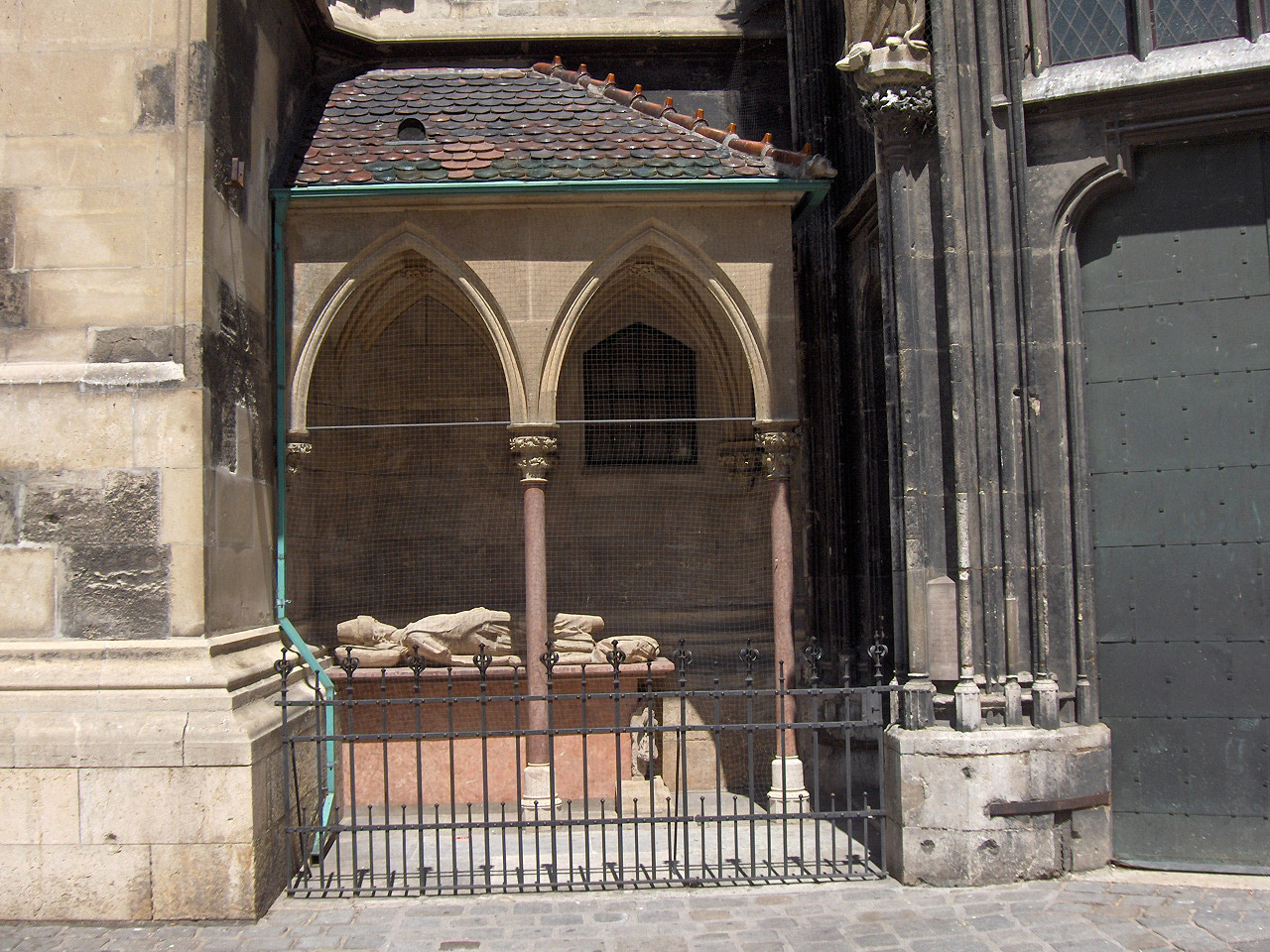
Neidhart-Grab

Ein Grabmal (Tumbagrab) findet sich an der Südseite des Stephansdomes in Wien. „Auf einem sarkophagartigen Unterbau ruht eine unvollständige Liegefigur aus Sandstein, die einen Mann mit hoher Mütze darstellt“. Sie gilt als Grabstätte des Neidhart Fuchs. Bei der Öffnung des Grabs 2000 fand man „Knochen von zwei männlichen Personen: Die eine hat vermutlich zwischen 1110 und 1260 gelebt und ein Lebensalter von 45 bis 55 Jahren erreicht, die andere wird dem 14. Jahrhundert zugeordnet und ist im Alter zwischen 35 und 45 Jahren gestorben. In Anbetracht dieser Daten wäre es denkbar – wie einige Forscher vorgeschlagen haben –, in den gefundenen Gebeinen die Überreste des Liederautors Neidhart und des Bauernfeindes Neithart Fuchs zu sehen“.

## Neidhart-Fresken in Wien
Die Neidhart-Fresken aus dem frühen 15. Jahrhundert befinden sich in einem Haus auf der Tuchlauben in Wien und sind als Außenstelle des Wien Museums öffentlich zugänglich. Sie zeigen Szenen aus Werken Neidharts.

## Zur Überlieferung
Die Überlieferung des Neidhartschen Korpus setzt zunächst mit Einzelstrophen innerhalb des Codex Buranus ein. Eine um 1300 entstandene Sammelhandschrift, die sogenannte Riedegger Handschrift (R), benannt nach ihrer ursprünglichen Provenienz, Schloss Riedegg, ist ein früher und wichtiger Überlieferungsträger der Lieder Neidharts (fol. 48r–62r). Heute befindet sie sich im Handschriftenbestand der Staatsbibliothek zu Berlin.
Umfangreiche Sammlungen der Lieder Neidharts überliefern die zeitnah entstandenen Heidelberger Sammelhandschriften Codex Manesse (C) und Kleine Heidelberger Liederhandschrift (A) sowie die Weingartner Liederhandschrift (B). Schließlich kommt einer großen, 273 Blätter umfassenden, auf Papier geschriebenen Sammelhandschrift des 15. Jahrhunderts (c), Bedeutung zu (die Neidhart Sammlung auf fol. 131r–269r), da sie für 45 Lieder auch Melodie-Notationen überliefert; auch sie gehört heute zum Handschriftenbestand der Berliner Staatsbibliothek (mgf 779).

## Tonträger (Auswahl)
- Kummer, E., „Lieder und Reigen des Mittelalters – Neidhart von Reuental“, Pan-Verlag, Wien 1986. (LP Nr. 117 001)[11]
- ensemble für frühe musik augsburg, „Neidhart von Reuental“, Christophorus, Heidelberg 1991. (CD 77108)
- Ensemble Tourdion & Manfred Kamfert, „Her Nîthart hât gesungen – Lieder von Liebe und Spott“, 1998.
- Ensemble Leones, „Neidhart: A Minnesinger and His 'Vale of Tears'. Songs and Interludes“, NAXOS, Hongkong 2011. (CD 8.572449)

Eine umfassende Diskografie erstellte Martin Schubert für das Handbuch: Neidhart und die Neidhart-Lieder (2018).